# 奧爾塔-圭納多區
奧爾塔-圭納多區是西班牙加泰羅尼亞城市巴塞羅那的一個區，位於巴塞羅那東北部。區名取自於兩個不同的地名。該區面積是11.92平方公里，佔巴塞羅那全市的11.9%。這一地區在19世紀後期成為巴塞羅那的一部分。據2005年人口普查，奧爾塔-圭納多區有人口169,920人。

## 外部連結

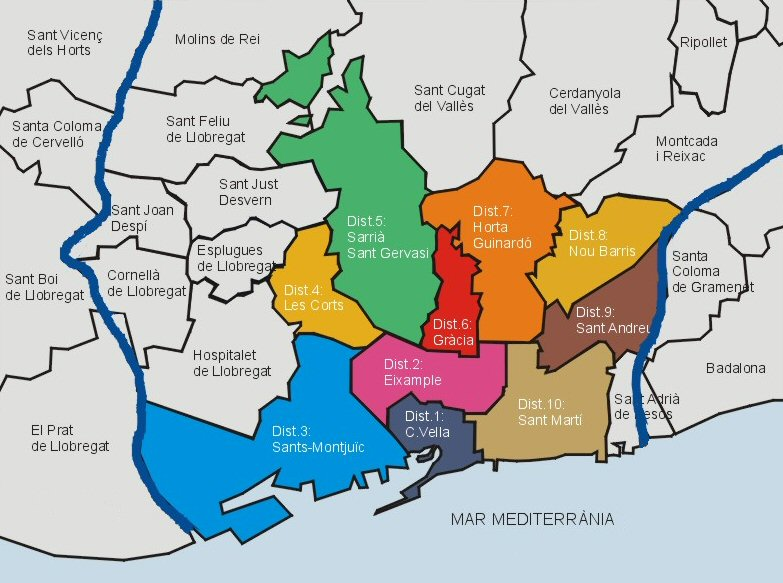
橙色區域是奧爾塔-圭納多區

- City Council of Barcelona page for Horta-Guinardó  （页面存档备份，存于）

41°24′47″N 2°09′59″E / 41.41306°N 2.16639°E